# 古力碧塔
古力碧塔是一首著名的塔吉克族民间歌曲，属于“拜依特”（民谣）。歌名“古丽碧塔”是一种花的名字，同时也是一些女子的名字。歌曲讲述了一个贫穷的塔吉克青年爱上了喀布尔城的公主，遭到反对后他只能到处流浪，将优美凄凉的歌声传到各个地方，最后传回了他帕米尔高原的故乡。
电影《冰山上的来客》插曲、著名红色歌曲《花儿为什么这样红》是根据这首歌改编而成。